# 影木榮貴
影木榮貴（日语：／ Eiki Eiki，1971年12月6日—），本名内藤榮子（日语：／ Naitō Eiko），日本女性漫畫家、插畫家。東京都出身。弟弟是著名藝人及日本搖滾樂隊BREAKERZ主音DAIGO，外公是日本前首相竹下登。

## 作品

### BL作品
- 親吻命運 - （運命にKISS）
- DEAR MY SELF
- 遺言 - 『世紀末理想美男子』外傳。全1卷 青文出版
- Color - 與藏王大志合作。全1卷 青文出版
- WORLD'S END - 『DEAR MY SELF』的續篇。
- 恋愛幸福論（恋愛幸福論） - 青文出版
- LOVE STAGE!! - 與藏王大志合作漫畫、全7卷 台灣角川出版
- BACK STAGE!! - 與藏王大志＆天野かづき的合作小說（1～3卷）。台灣角川出版

### 一般向作品
- 世紀末理想美男子（世紀末プライムミニスター）東立出版
- トレイン☆トレイン
- トレ×プリ - 與藏王大志的合作。
- 變身公主（プリンセス・プリンセス）青文出版
- 雜草館的室友（D2（ダブル・ディーラーズ）〜雑草館の住人たち〜）全1卷 東立出版
- 影木榮貴大搜秘!!（「エイキエイキのぶっちゃけ隊!!」）新書館、全1卷 青文出版

### 百合作品
- 春夏秋冬（春夏秋冬） - 與藏王大志的合作漫畫、全1卷 青文出版
- 恋愛遺傳子XX（恋愛遺伝子XX） - 擔任原作，作画藏王大志。於『Comic百合姬』連載、全2卷 東立出版

## 相關人物
- 內藤武宣
- 竹下登
- DAIGO

## 相關項目
- BREAKERZ

## 外部連結
- 子蔵屋 （页面存档备份，存于） - 與蔵王大志的共同公式網站
- ジャンプスクエア・影木榮貴直撃採訪